# Лакримария бархатистая
Лакрима́рия бархати́стая (лат. Lacrymaria lacrymabunda) — вид грибов, входящий в род Лакримария (Lacrymaria) семейства Псатирелловые (Psathyrellaceae).

## Описание
Плодовые тела шляпко-ножечные, шляпка взрослых грибов 3—7,5 см в диаметре, у молодых плодовых тел ширококолокольчатая, с подвёрнутым краем, затем раскрывается до уплощённой, по краю с остатками покрывала. Поверхность шляпки радиально ворсисто-волокнистая до чешуйчато-волокнистой, охристо-коричневая до красно-коричневой.
Пластинки гименофора приросшие, иногда выемчато-приросшие к ножке, частые, тёмно-коричневые до почти чёрных, со светлым краем, иногда покрытым капельками влаги.
Мякоть тонкая, грязно-жёлтая или бледно-коричневая, без особого вкуса и запаха.
Ножка 4—9 см высотой, цилиндрическая, иногда немного утолщённая у основания, полая, окрашена под цвет шляпки, в верхней части нередко беловатая, волокнисто-чешуйчатая, у молодых грибов с паутинистым кольцом.
Споровый отпечаток чёрно-коричневого цвета, споры эллиптические, каплевидные, бледно-коричневые, 9—12×6—7 мкм.
Малоизвестный съедобный гриб.

## Ареал и экология
Широко распространённый гриб, встречающийся обычно группами на лесных полянах, по обочинам троп и дорог, изредка на газонах. Сапротроф.

## Систематика

### Синонимы
- Agaricus lacrymabundus Bull., 1785 : Fr., 1821basionym
- Agaricus lacrymabundus var. velutinus (Pers.) Fr., 1821
- Agaricus macrourus Pers., 1793, nom. illeg.
- Agaricus velutinus Pers., 1801
- Agaricus velutinus var. macrourus (Pers.) Pers., 1801
- Coprinus velutinus (Pers.) Gray, 1821
- Drosophila velutina (Pers.) Kühner & Romagn., 1953
- Geophila lacrymabunda (Bull.) Quél., 1886
- Lacrymaria lacrymabunda var. velutina (Pers.) J.E.Lange, 1939
- Lacrymaria velutina (Pers.) Konrad & Maubl., 1925
- Hypholoma lacrymabundum (Bull.) Sacc., 1872
- Hypholoma velutinum (Pers.) P.Kumm., 1871
- Psathyra lacrymabunda (Bull.) P.Kumm., 1871
- Psathyrella lacrymabunda (Bull.) M.M.Moser, 1953
- Psathyrella velutina (Pers.) Singer, 1951